# Edwin Sandys
Pour l’article homonyme, voir Edwin Sandys (2e baron Sandys).
Edwin Sandys (1519-1588) est un ecclésiastique anglican.
Il est évêque de Worcester de 1559 à 1570, puis évêque de Londres de 1570 à 1576 et enfin archevêque d'York de 1577 à sa mort.
Son fils, également appelé Edwin, participe aux premières étapes de la colonisation de la Virginie.